# 姆沙涅齊 (卡扎京區)
49°41′4″N 28°40′6″E / 49.68444°N 28.66833°E
姆沙涅齊（烏克蘭語：Мшанець），是烏克蘭的村落，位於該國西南部文尼察州，由赫米利尼克區負責管轄，面積0.6平方公里，海拔高度282米，2001年人口135，人口密度每平方公里224.25人。